# 井上真偽
井上 真偽（いのうえ まぎ）は、日本の小説家、推理作家。年齢不明、性別も不明。東京大学工学部卒業。神奈川県出身。『恋と禁忌の述語論理』で第51回メフィスト賞を受賞する。

## 経歴・人物
2014年、『恋と禁忌の述語論理』で講談社が主催する第51回メフィスト賞を受賞する。2015年、同作が講談社ノベルスより刊行され、小説家デビューを果たす。デビュー作は、数理論理学を主軸に置いた作品であるが、あくまでも小説としての面白さを追求した、と語っている。2016年、『その可能性はすでに考えた』が第16回本格ミステリ大賞の候補に選ばれる。2017年、『聖女の毒杯 その可能性はすでに考えた』が第17回本格ミステリ大賞の候補に選ばれる。同年、『言の葉の子ら』が第70回日本推理作家協会賞〈短編部門〉の候補作に選ばれる。
講談社ノベルスで好きな作品として、京極夏彦『姑獲鳥の夏』、森博嗣『すべてがFになる』、西尾維新『クビキリサイクル』を挙げている。剣道部に所属していた中学生のときに、「黒板に掌編小説を書く」という遊びで書いたのが、初めて書いた小説だという。当初は、マイクル・ムアコック「エルリック・サーガ」、ピアズ・アンソニイ『魔法の国ザンス』などのファンタジー作品を読んでおり、翻訳ものが多かったため、妙に硬い文章を書いていたが、『クビキリサイクル』を読んだことがきっかけで、「日本語はもっと自由なんだ」ということに気づいたという。ミステリに目覚めてからは、島田荘司『斜め屋敷の犯罪』や綾辻行人『十角館の殺人』に大きな衝撃と影響を受けたという。

## ミステリ・ランキング
- 週刊文春ミステリーベスト10
  - 2015年 - 『その可能性はすでに考えた』15位
  - 2016年 - 『聖女の毒杯 その可能性はすでに考えた』10位
  - 2023年 - 『アリアドネの声』5位

- このミステリーがすごい!
  - 2016年 - 『その可能性はすでに考えた』14位
  - 2017年 - 『聖女の毒杯 その可能性はすでに考えた』11位
  - 2018年 - 『探偵が早すぎる』22位
  - 2021年 - 『ムシカ 鎮虫譜』38位
  - 2024年 - 『アリアドネの声』5位

- 本格ミステリ・ベスト10
  - 2016年 - 『その可能性はすでに考えた』5位
  - 2017年 - 『聖女の毒杯 その可能性はすでに考えた』1位
  - 2018年 - 『探偵が早すぎる』11位
  - 2020年 - 『ベーシックインカム』18位
  - 2024年 - 『アリアドネの声』30位

- ミステリが読みたい!
  - 2016年 - 『その可能性はすでに考えた』5位
  - 2017年 - 『聖女の毒杯 その可能性はすでに考えた』9位
  - 2018年 - 『探偵が早すぎる』16位
  - 2024年 - 『アリアドネの声』6位

- MRC大賞
  - 2023年 - 『アリアドネの声』7位

- 黄金の本格ミステリー
  - 2016年 - 『その可能性はすでに考えた』選出
  - 2017年 - 『聖女の毒杯 その可能性はすでに考えた』選出

## 作品リスト

### 〈その可能性はすでに考えた〉シリーズ
- その可能性はすでに考えた（2015年9月 講談社ノベルス ISBN 978-4-06-299055-4 / 2018年2月 講談社文庫 ISBN 978-4-06-293853-2）
- 聖女の毒杯 その可能性はすでに考えた（2016年7月 講談社ノベルス ISBN 978-4-06-299079-0 / 2018年7月 講談社文庫 ISBN 978-4-06-511943-3）

### 単発作品
- 恋と禁忌の述語論理（2015年1月 講談社ノベルス ISBN 978-4-06-299038-7 / 2018年12月 講談社文庫 ISBN 978-4-06-513995-0）
  - レッスンI 「スターアニスと命題論理」
  - レッスンII 「クロスノットと述語論理」
  - レッスンIII 「トリプレッツと様相論理」
  - 進級試験 「恋と禁忌の……？」
- 探偵が早すぎる（上巻 2017年5月 講談社タイガ ISBN 978-4-06-294071-9 / 下巻 2017年7月 講談社タイガ ISBN 978-4-06-294080-1）
  - 上巻
    - プロローグ
    - 第1話 ヘビースモーカー
    - 第2話 毒蜘蛛
    - 第3話 カボチャと魔女
    - 第3.5話 決戦前夜

  - 下巻
    - インタールード
    - 第4話 寺──焼香
    - 第5話 墓──納骨
    - 第6話 ホテル──会食
    - エピローグ
- ベーシックインカム（2019年10月 集英社 ISBN 978-4-08-771679-5）
  - 【改題】ベーシックインカムの祈り（2022年10月 集英社文庫 ISBN 978-4-08-744445-2）
    - 言の葉の子ら（『小説すばる』2016年8月号）
    - 存在しないゼロ（『小説すばる』2017年5月号）
    - もう一度君に （『小説すばる』2017年10月号）[注 1]
    - 目に見えない愛情 （『小説すばる』2018年5月号）
    - ベーシックインカム（書き下ろし）[注 2]
- ムシカ 鎮虫譜（2020年9月 実業之日本社 ISBN 978-4-408-53766-5 / 2023年10月 実業之日本社文庫 ISBN 978-4-408-53766-5）
- アリアドネの声（2023年6月 幻冬舎 ISBN 978-4-344-04127-1）
- ぎんなみ商店街の事件簿（Sister編 2023年9月 小学館 ISBN 978-4-09-386690-3 / Brother編 2023年9月 小学館 ISBN 978-4-09-386691-0）
  - Sister編
    - 第一話 だから都久音は嘘をつかない
    - 第二話 だから都久音は押し付けない
    - 第三話 だから都久音は心配しない

  - Brother編
    - 第一話 桜幽霊とシェパーズ・パイ
    - 第二話 宝石泥棒と幸福の王子
    - 第三話 親子喧嘩と注文の多い料理店
- 引きこもり姉ちゃんのアルゴリズム推理（2024年12月 朝日新聞出版 ISBN 978-4-02-332342-1）
  - 第一話 ストリーム・アルゴリズム（『数は無限の名探偵』収録の「引きこもり姉ちゃんのアルゴリズム推理」に加筆）
  - 第二話 サーチ・アルゴリズム（書き下ろし）
  - 第三話 ダイクストラ・アルゴリズム（書き下ろし）
  - 開かずの部屋、再び（書き下ろし）

### アンソロジー
「」内が収録されている井上真偽の作品
- ザ・ベストミステリーズ2017 推理小説年鑑（2017年5月 講談社 ISBN 978-4-06-220579-5）「言の葉の子ら」
  - 【再編集・改題】ベスト6ミステリーズ2016（2020年4月 講談社文庫 ISBN 978-4-06-519394-5）
- ベスト本格ミステリ 2017（2017年6月 講談社ノベルス ISBN 978-4-06-299098-1）「言の葉の子ら」
- 謎の館へようこそ 黒 新本格30周年記念アンソロジー（2017年10月 講談社タイガ ISBN 978-4-06-294094-8）「囚人館の惨劇」
- 特選 THE どんでん返し（2019年4月 双葉文庫 ISBN 978-4-575-52210-5）「青い告白」
- ザ・ベストミステリーズ2020 推理小説年鑑（2020年10月 講談社 ISBN 978-4-06-520009-4）「青い告白」
  - 【改題】2020 ザ・ベストミステリーズ（2023年4月 講談社文庫 ISBN 978-4-06-531468-5）
- 超短編！ 大どんでん返し（2021年2月 小学館文庫 ISBN 978-4-09-406883-2）「或るおとぎばなし」
- Day to Day（2021年3月 講談社 ISBN 978-4-06-521842-6）「どうせあの人は覚えていない」
- 数は無限の名探偵（2022年12月 朝日新聞出版 ISBN 978-4-02-332230-1）「引きこもり姉ちゃんのアルゴリズム推理」
- ミステリー小説集 脱出（2024年5月 中央公論新社 ISBN 978-4-12-005785-4）「サマリア人の血潮」
- ザ・ベストミステリーズ2025 推理小説年鑑（2025年7月 講談社 ISBN 978-4-06-539869-2）「栴檀秘聞」

### 著者名本未収録短編
- 青い告白 （『小説推理』2019年2月号）
- 白い初恋 （『小説推理』2024年2月号）
- 栴檀秘聞 （『小説新潮』2024年4月号）

### エッセイ
- お取り寄せの血脈 （『文藝春秋』2016年1月号）
- 特別料理 （『小説すばる』2016年1月号）
- 迷宮解体新書 第94回 （インタビュー記事、『ミステリマガジン』2016年9月号）

### 対談
- 新世代ミステリ作家探訪 旋風編（2023年11月 光文社）

## 漫画化作品
- 探偵が早すぎる（漫画：三月薫、全2巻 2018年8月 - 2019年4月 マガジンエッジKC）